# Liebstadia gallardoi
Liebstadia gallardoi är en kvalsterart som först beskrevs av Morell 1987.  Liebstadia gallardoi ingår i släktet Liebstadia och familjen Liebstadiidae. Inga underarter finns listade i Catalogue of Life.